# Leptura gradatula
Leptura gradatula là một loài bọ cánh cứng trong họ Cerambycidae.